# Branchinecta brushi
Branchinecta brushi je vrsta rakov, ki so jo odkrili 13. decembra 1988 v čilskih Andih, znanstveno pa je bila opisana leta 2010.

## Odkritje
Tipski primerek je 13. decembra leta 1988 odkril Charles F. Brush, ki je poskušal doseči rekord v najvišjem potopu. Potop je izvedel v majhnem vodnem bazenu v bližini vrha stratovulkana Cerro Paniri v Čilu na nadmorski višini 5930 metrov
Brush je neznano vrsto rakov našel z nekaj drugimi primerki živali v jezeru, ki je bilo pokrito s 5 cm ledu. Najdeni primerki so bili skoraj 20 let shranjeni v 70% etanolu v naravoslovnem muzeju Peabody ter v institutu Smithsonian. Leta 2010 so primerke ponovno preučili in jih spoznali za novo vrsto, ki so jo po najditelju poimenovali brushi.

## Opis
Samci so dolgi od 10–16 mm, samice pa le med 9 in 13 mm. Branchinecta brushi velja skupaj z  vrsto Boeckella palustris, ki so jo odkrili v istem bazenu, za najvišje živečo vrsto rakov na svetu.